# Швеция на летних Олимпийских играх 2008
Швеция принимала участие в Летних Олимпийских играх 2008 года в Пекине (Китай) в двадцать пятый раз за свою историю, и завоевала четыре серебряные и одну бронзовую медали. Сборную страны представляли 73 женщины.
Впервые с 1988 года и второй раз с 1900 года шведы не сумели выиграть ни одного золота на летних Олимпийских играх.

## 02!Серебро
- Велоспорт, женщины — Эмма Юханссон.
- Велоспорт, мужчины — Густав Ларссон.
- Конный спорт, мужчины, личный конкур — Рольф-Ёран Бенгтссон.
- Теннис, мужчины, парный разряд — Симон Аспелин и Томас Юханссон.

## 03!Бронза
- Парусный спорт, мужчины — Андерс Экстрём, Фредрик Лёёф.

## Результаты соревнований

### Академическая гребля
В следующий раунд из каждого заезда проходили несколько лучших экипажей (в зависимости от дисциплины). В финал A выходили 6 сильнейших экипажей, остальные разыгрывали места в утешительных финалах B-F.
Мужчины
| Соревнование | Спортсмены    | Предварительный заезд | Предварительный заезд | Предварительный заезд | Отборочный заезд | Отборочный заезд | Отборочный заезд | Четвертьфинал | Четвертьфинал | Четвертьфинал | Полуфинал     | Полуфинал     | Полуфинал     | Финал   | Финал   | Итоговое место |
| Соревнование | Спортсмены    | Заезд                 | Время                 | Место                 | Заезд            | Время            | Место            | Заезд         | Время         | Место         | Заезд         | Время         | Место         | Время   | Место   | Итоговое место |
| ------------ | ------------- | --------------------- | --------------------- | --------------------- | ---------------- | ---------------- | ---------------- | ------------- | ------------- | ------------- | ------------- | ------------- | ------------- | ------- | ------- | -------------- |
| одиночки     | Ласси Каронен | 3                     | 7:14,64               | 1 Q                   | Не проводится    | Не проводится    | Не проводится    | 4             | 6:50,40       | 2 Q           | Полуфинал A/B | Полуфинал A/B | Полуфинал A/B | Финал A | Финал A | 6              |
| одиночки     | Ласси Каронен | 3                     | 7:14,64               | 1 Q                   | Не проводится    | Не проводится    | Не проводится    | 4             | 6:50,40       | 2 Q           | 1             | 6:57,28       | 1 Q           | 7:07,64 | 6       | 6              |